# Махуредіа Діодіо Діуф
Махуредіа Діодіо Діуф (д/н —1691) — 11-й дамель (володар) держави Кайор в 1684—1691 роках.

## Життєпис
Походив з династії Фалл. 1684 року влаштував змову проти дамеля Махалі Гуйє, якого повалив, ставши новим володарем Кайору. 1686 року проти нього повстало васальна держава Баол. В цю війну невдовзі втрутилася держава Волоф. Скрізь Махуредія зазнав невдач. 1691 року його було повалено внаслідок заколоту Мадіахере Дінгои.